# New Worlds, New Lives
New Worlds, New Lives: Globalization and People of Japanese Descent in the Americas and from Latin America in Japan (ISBN 978-0804744621) es un libro académico editado por Lane Ryo Hirabayashi, James A. Hirabayashi, y Akemi Kikumura-Yano, y publicado por la editorial Stanford University Press en el 2002. El volumen —editado por tres antropologistas japoneses americanos— fue producido por el Proyecto Internacional de Investigación del Museo Nacional Japonés Americano.